# Управляющая сетка

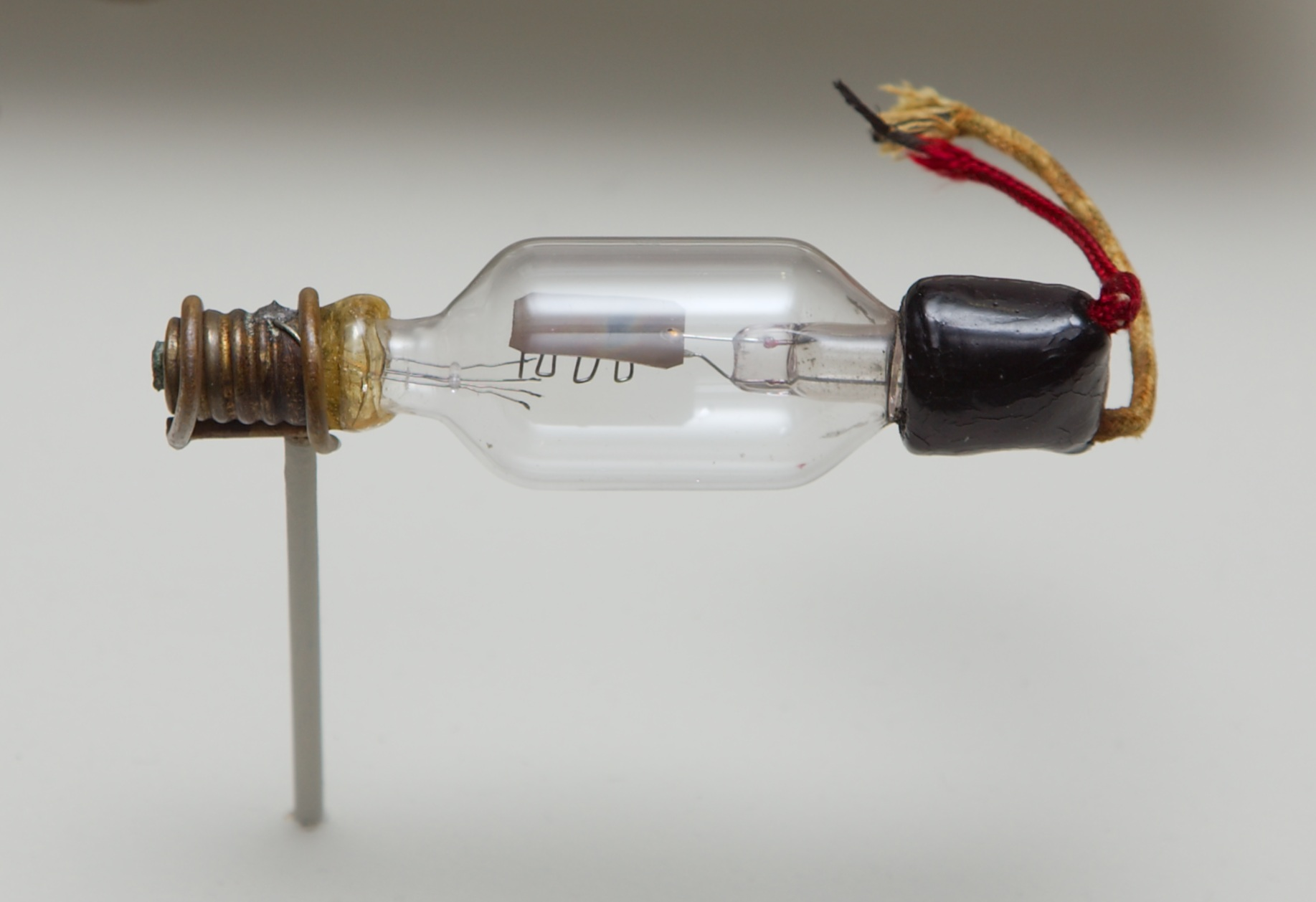
Управляющая сетка первого в мире триода («Аудион» Фореста, 1906 г.) представляла собой согнутую в зигзаг проволоку

Схема вакуумного триода с катодом
косвенного накала

Условное графическое обозначение пентода с косвенным накалом катода. Управляющая сетка — ближайшая к катоду.

Управля́ющая се́тка — один из электродов электронной лампы, обычно ближайший к катоду, чаще всего выполняется в виде спирали вокруг катода, поддерживаемой двумя параллельными опорами.
На управляющую сетку обычно подаётся усиливаемый сигнал.

## Коэффициент усиления и крутизна
Так как сетка находится ближе к катоду, чем анод, влияние приложенного к ней напряжения на ток анода пропорционально больше, чем влияние напряжения анода. Отношение приращения напряжения на аноде {\displaystyle \Delta U_{a}} к вызвавшему это приращение приращению напряжения сетки {\displaystyle \Delta U_{g}} при неизменном и фиксированном токе анода ({\displaystyle I_{a}=const}) называется коэффициентом усиления электронной лампы {\displaystyle \mu }:
{\displaystyle \mu ={\frac {\Delta U_{a}}{\Delta U_{g}}}.}
Крутизной вольт-амперной характеристики (или просто крутизной) радиолампы называется отношение приращения анодного тока {\displaystyle \Delta I_{a}} к приращению напряжения на сетке {\displaystyle \Delta U_{g}} при постоянном напряжении на аноде {\displaystyle U_{a}=const} (и напряжений на прочих электродах в многоэлектродных лампах):
{\displaystyle S={\frac {\Delta I_{a}}{\Delta U_{g}}}.}
В лампах с высокими значениями крутизны и коэффициента усиления, управляющую сетку располагают на минимально возможном расстоянии от катода (десятки микрон). Уменьшение этого расстояния ограничено механической прочностью и тепловым расширением при нагреве электродов.
Механические колебания от вибраций управляющей сетки являются основным источником паразитного микрофонного эффекта радиолампы.

## Условность наименования
В многоэлектродных лампах (тетродах, пентодах, гептодах и т. д.) изменение напряжения на любой из сеток отразится на анодном токе, поэтому «управляющей» называют ту сетку, которая предназначена для подачи входного сигнала. Например, в смесительных лампах по сути две управляющих сетки — для подачи преобразуемого сигнала и сигнала гетеродина, в тетродах и пентодах на экранирующую сетку могут подаваться сигналы АРУ, отрицательной обратной связи в оконечных каскадах УЗЧ («ультралинейная схема»), модуляции в АМ радиопередатчиках, гетеродина в пентодных смесителях.